# Les Cluses
Les Cluses (in catalano Les Cluses, L'Ecluse dal 1659 al 1984) è un comune francese di 263 abitanti situato nel dipartimento dei Pirenei Orientali nella regione dell'Occitania.

## Geografia fisica

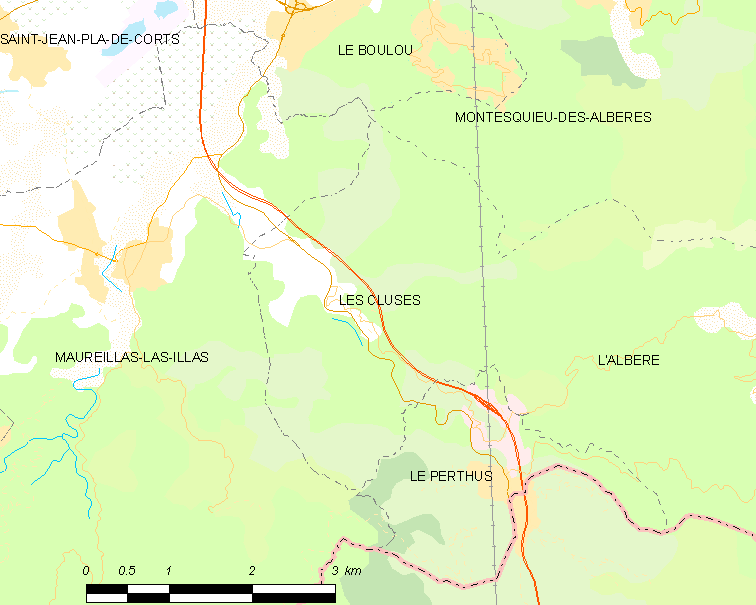
Situazione di Les Cluses

## Società

### Evoluzione demografica
Abitanti censiti